# Ullikummi
Ullikummi – w mitologii hetyckiej skalny olbrzym, syn Kumarbiego, przeciwnik boga burzy.
Narodził się poprzez zapłodnienie skały w Chłodnym Źródle przez Kumarbiego. Osadzony na prawym ramieniu olbrzyma Upelluri, gdzie szybko rośnie przez piętnaście dni do olbrzymich rozmiarów. Dostrzeżony przez Słońce, które ostrzega o niebezpieczeństwie Taszmiszu i boga burzy (Teszuba). 
Ullikummi walczył poprzez stałe wzrastanie, powiększanie się skały sięgającej nieba, nie reagował na uderzenia piorunów boga burzy, błagania Isztar. Bóg burzy musi abdykować a wstrząśnięta tą wieścią Hebat omal nie spada z dachu domu, podtrzymana przez służki.
Nakłoniony przez Taszmiszu Teszub udaje się po pomoc do Ea, który udał się do Enlila a potem do Ubelluriego, zapytać go czy nie wiedział o wzrastającym na jego ramieniu skalnym bazaltowym gigancie. Ten zaprzecza. Ea odcina olbrzymiego Ullikummi od podstawy starodawną piłą o nazwie kuruzzi, którą posłużono się niegdyś do oddzielenia nieba od ziemi. Bogowie pod wodzą Teszuba pokonują olbrzyma Ullikummi.
Wskazuje się na pewne analogie mitu o Ullikummi do mitu o Hedammu oraz do mitów o Tyfonie (ogromny wzrost, skała - Etna) czy Kronosie (walka bogów).